# George A. Romero

Cena de Night of the Living Dead.

George Andrew Romero (Nova Iorque, 4 de fevereiro de 1940 — Toronto, 16 de julho de 2017) foi um consagrado diretor e realizador de filmes de zumbis (considerados um gênero próprio pelos fãs nos Estados Unidos), com títulos como A Noite dos Mortos Vivos, Despertar dos Mortos e Dia dos Mortos no seu currículo de escritor/realizador.

## Biografia

### Vida pessoal
Nascido em Nova Iorque, no bairro do Bronx, em 1940, George tinha pai cubano de origem galega, George M. Romero, e mãe lituana, Ann Dvorski. Morando no Bronx, George costumava ir até Manhattan para alugar filme e assistir em casa, o que o influenciaria mais tarde na carreira.

### Carreira
George se formou na Carnegie Mellon University em Pittsburgh no estado da Pensilvânia. Após se formar, em 1960, começou a trabalhar com curtas e comerciais para a televisão. Com nove amigos, George fundou a Image Ten Productions, no final dos anos 1960 e produziu o clássico Night of the Living Dead, em (1968). Dirigido por Romero e co-roteirizado por John A. Russo, o filme se tornaria um clássico cult e definiria o moderno cinema de horror.
No começo da carreira dirigiu curtas e comerciais. No final dos anos 60 ele a alguns amigos fundaram a produtora "Image Ten Productions" e, após levantar pequena verba de cerca de 100 mil dólares, produziram o aclamado "A Noite dos Mortos-Vivos" (1968). Em 1978, ele retornaria ao gênero dos zumbis com Dawn of the Dead. Com um orçamento magro de 500 mil dólares, o filme faturou 55 milhões mundo a fora, ganhando também o status de filme cult pela Entertainment Weekly, em 2003.
Romero adaptou seu roteiro original e produziu o remake de Night of the Living Dead, dirigido por Tom Savini para a Columbia/TriStar, em 1990. Savini foi também o responsável pela maquiagem e efeitos especiais de muitos filmes de Romero, como Dawn of the Dead, Day of the Dead, Creepshow, and Monkey Shines.
Alguns críticos fizeram comentários sobre várias nuances sociais presentes no trabalho de Romero. Night of the Living Dead, por exemplo, é uma reação aos turbulentos anos 1960. Dawn of the Dead seria uma crítica ao consumismo. Day of the Dead foi um estudo sobre o conflito entre ciência e militarismo, enquanto Land of the Dead foi um exame sobre o conflito de classes.
Romero apostou em remakes da sua obra, e assim estreou em 2005 o filme Land of the Dead. Alguns anos antes, o nome de Romero tinha sido considerado para realizar a adaptação do jogo de vídeo Resident Evil, mas acabou por ser retirado do projeto sendo substituído por Paul W. S. Anderson.
Continuando a retomada iniciada em 2005, Romero rodou o filme Diary of the Dead, lançado em 2007. O filme foi produzido com um orçamento menor que o Land of the Dead. Existiam boatos de que ele realizaria uma continuação direta para Diary of the Dead. Essa continuação se tornou o filme Survival of the Dead, lançado em 2009.

## Morte
Na manhã do dia 16 de julho de 2017, Romero, de 77 anos, morreu em seu sono depois de uma "batalha breve mas agressiva contra o seu câncer de pulmão", de acordo com uma declaração de seu parceiro produtor de longa data, Peter Grunwald. Romero morreu enquanto ouvia a partitura de um de seus filmes favoritos, The Quiet Man, com sua esposa, Suzanne Desrocher Romero, e sua filha, Tina Romero, ao seu lado.

## Filmografia
| Ano  | Título Original                  | Título no Brasil             | Título em Portugal                        |
| ---- | -------------------------------- | ---------------------------- | ----------------------------------------- |
| 2010 | The Crazies                      | A Epidemia                   | The Crazies - Desconfia dos Teus Vizinhos |
| 2009 | Survival of the Dead             | A Ilha dos Mortos            |                                           |
| 2007 | Diary of the Dead                | Diário dos Mortos            | Diário dos Mortos                         |
| 2005 | Land of the Dead                 | Terra dos Mortos             | Terra dos Mortos                          |
| 2000 | Bruiser                          | A Máscara do Terror          | O Rosto Da Vingança                       |
| 1993 | The Dark Half                    | A Metade Negra               | A Face Oculta                             |
| 1990 | Due Occhi Diabolici              | Dois Olhos Satânicos         |                                           |
| 1988 | Monkey Shines                    | Comando Assassino            | Atracção Diabólica                        |
| 1985 | Day of the Dead                  | Dia dos Mortos               | O Dia dos Mortos                          |
| 1982 | Creepshow                        | Creepshow - Show de Horrores | Creepshow                                 |
| 1981 | Knightriders                     | Cavaleiros de Aço            | Os Cavaleiros da Lenda                    |
| 1978 | Dawn of the Dead                 | Despertar dos Mortos         | Zombie - A Maldição dos Mortos-Vivos      |
| 1978 | Martin                           | Martin                       | Martin                                    |
| 1974 | O.J. Simpson: Juice on the Loose |                              |                                           |
| 1973 | The Crazies                      | O Exército do Extermínio     | Guerra ao Vírus da Loucura                |
| 1972 | Hungry Wives                     |                              |                                           |
| 1971 | There's Always Vanilla           |                              |                                           |
| 1968 | Night of the Living Dead         | A Noite dos Mortos Vivos     | A Noite dos Mortos Vivos                  |